# Francesco Pancani
Francesco Pancani (Firenze, 26 giugno 1965) è un giornalista e telecronista sportivo italiano.

## Biografia
È figlio di Gianfranco Pancani, ex inviato di 90º minuto, ruolo che talvolta si è trovato a coprire egli stesso. Ha lavorato per anni al TGR della Toscana, curando prevalentemente eventi sportivi, e ha collaborato negli anni duemila a Radio Rai, dove fa diverse cronache per Tutto il calcio minuto per minuto e per il Giro d'Italia di ciclismo a bordo della moto ripresa.
Per Rai Sport è stato per vari anni la voce della pallavolo, commentando in TV le gare del campionato italiano, degli Europei e Mondiali, maschili e femminili. Nel 2007 ha seguito pure i Campionati mondiali di atletica leggera a Osaka. Successivamente si avvicina al ciclismo.
Dal 2009 è il principale inviato di gara, a bordo delle moto della Rai, in occasione delle dirette del Giro d'Italia e del Tour de France. Dal 20 ottobre 2009, dopo la nomina del telecronista Auro Bulbarelli a vicedirettore di Rai Sport, Pancani riceve la promozione a principale voce del ciclismo Rai, che lo porterà così a commentare tutti i principali eventi ciclistici a partire dal 2010. Fa parte della commissione che assegna il premio internazionale ciclistico Giglio d'oro.

## Vita privata
Grande appassionato di ippica, guida con la qualifica di gentleman (amatori, proprietari).